# NGC 1311
NGC 1311 je galaksija u zviježđu Sat.

## Vanjske poveznice
- SEDS: NGC 1311